# دانشگاه زاویر
دانشگاه زاویر (به انگلیسی: Xavier University) تأسیس ۱۸۳۱، یکی از دانشگاه‌های ایالات متحده آمریکا بوده و در اوهایو واقع است.